# The Outsider (Stephen King)
The Outsider è un romanzo horror di Stephen King, pubblicato negli USA il 22 maggio 2018, mentre la pubblicazione in Italia è stata il 23 ottobre dello stesso anno da Sperling & Kupfer.
Dal romanzo è stata tratta l'omonima miniserie televisiva.

## Trama
La città di Flint City, in Oklahoma, viene sconvolta dal cruento omicidio dell'undicenne Frankie Peterson, di cui viene trovato il cadavere mutilato e violentato. Le impronte digitali e il DNA sulla scena del crimine, così come le testimonianze, indicano esplicitamente come colpevole Terrence Maitland, rispettato padre di famiglia e allenatore sportivo locale. L'uomo viene pertanto arrestato pubblicamente su ordine del detective Ralph Anderson. 
Maitland si dichiara innocente e ci sono numerose prove e testimonianze a conferma che, il giorno dell'omicidio, Terrence si trovasse a Cap City per una conferenza. Ciò getta grande confusione sul caso, con l'opinione pubblica che si divide tra chi ritiene Maitland colpevole e chi crede nelle accuse a suo carico. Frattanto, la madre di Frankie muore per infarto a causa del dolore per la perdita del figlio. Il giorno dell'udienza preliminare di Maitland, attorno al tribunale si raduna una grande folla; in mezzo alla confusione Ollie Peterson, fratello maggiore di Frankie, estrae una pistola e spara mortalmente a Maitland, accusandolo della morte del fratello e della madre. Ollie viene ucciso dalla polizia subito dopo e Anderson viene messo in congedo amministrativo, pur continuando a indagare sul caso. 
Il detective Jack Hoskins, avverso ad Anderson, trova i vestiti indossati dall'assassino in un ranch abbandonato fuori città. Viene sorpreso alle spalle da una figura misteriosa che gli provoca quella che sembra una scottatura solare sulla nuca. La stessa figura appare più tardi a casa di Hoskins e lo informa che l'eritema è un cancro, promettendo di farlo sparire se eseguirà i suoi ordini. 
Alec Pelley, un investigatore assunto dall'avvocato di Maitland, Howard Gold, assume a sua volta l'investigatrice privata Holly Gibney. Indagando, Holly viene a conoscenza di un caso risalente a tempo prima in cui due ragazze vennero uccise in modo simile a Frankie Peterson; le prove indicarono come colpevole un uomo di nome Heath Holmes, che professò la sua innocenza e morì suicida quando venne arrestato per il delitto. Holly trova e mostra ai suoi collaboratori alcuni minuti di un film messicano: in esso, una presenza misteriosa rapisce e uccide un bambino, incastrando per l'accaduto un uomo che viene giustiziato per impiccagione, vedendo poco prima di morire la presenza, chiamata "El Cuco". Holly ritiene che sia El Cuco il responsabile degli omicidi, imitando l'aspetto di altre persone assorbendone il sangue. Risalendo alle vittime della creatura, il gruppo realizza che la prossima vittima sarà Claude Bolton, un testimone che ha dichiarato di essere stato graffiato da Maitland il giorno dell'omicidio di Frankie. 
Il gruppo deduce che l'essere si nasconde in una caverna protetta da Hoskins, il quale è incaricato da El Cuco di fare da guardia e uccide con degli spari Gold e Pelley quando provano ad avvicinarsi. Ralph riesce a uccidere Hoskins ed entra con Holly nella caverna, dove trovano l'entità in fase di mutazione. Holly colpisce la creatura insultandola e colpendola con una calza piena di cuscinetti a sfera, distruggendo la sua forma fisica.  
Tempo dopo, Maitland viene ufficialmente assolto dalle accuse di omicidio con la scusa di un difetto nel riconoscimento del DNA e Ralph si saluta con Holly, ringraziandola per il suo aiuto. 

## Riferimenti letterari
Nel libro si fa riferimento alla novella di Edgar Allan Poe William Wilson come archetipo del tema del doppio o del sosia. Il riferimento è legato alla capacità dell'Outsider di assumere le sembianze di altre persone per incolparle dei suoi crimini.
Viene anche citata la frase di Sherlock Holmes: «Una volta eliminato l'impossibile, ciò che rimane, per quanto improbabile, deve essere la verità.» Del creatore di Holmes, Arthur Conan Doyle, viene menzionato anche l'interesse per i fenomeni paranormali.
Si fa riferimento anche a Dracula, per le caratteristiche vampiresche dell'Outsider e per la presenza di un aiutante umano del mostro; un ruolo analogo a quello di Renfield nel romanzo di Bram Stoker.

## Edizioni
- Stephen King, The Outsider, traduzione di Luca Briasco, Sperling & Kupfer, 2018,  p. 529, ISBN 978-88-200-6623-9.